# Zespół dworski w Facimiechu
Zespół dworski w Facimiechu – dwór znajdujący się we wsi Facimiech, w  gminie Skawina, w powiecie krakowskim.
Obiekt, w skład którego wchodzi spichrz z 1841 oraz park, został wpisany do rejestru zabytków nieruchomych województwa małopolskiego.

## Historia
Dwór został wybudowany w latach 80. XIX w. dla Marii i Antoniego Günthera. W latach 20. XX w. majątek był własnością Marii z Hallerów Güntherowej (1870–1953). Ostatnią właścicielką była zapewne Józefa z Güntherów Urbańska. W czerwcu 1943 roku oddział Gwardii Ludowej „Śląsk” dokonał we dworze akcji ekspropriacyjnej. Podczas akcji zginął esesman.

## Architektura
Parterowy z piętrowym skrzydłem, przed wejściem murowany ganek. Resztki zdziczałego parku.